# Winterthurer Grossfeldtrophy
Die Winterthurer Grossfeldtrophy ist ein jährlich stattfindendes Qualifikationsturnier für den SHV-Grossfeld-Cup.

## Geschichte
Die Winterthurer Fabio Armbruster, Cyril Kägi und Jürg Winkler wollten, nachdem das Feldhandball in der Schweiz fast keine Teams mehr hatte, ein alljährliches Turnier gründen.
Der Sonntag des Premierenturnier 2015 war gleichzeitig der SHV-Grossfeld-Cup 2015. Weil es die ganze Zeit geregnet hatte, war der Platz danach kaputt und die Besitzerin AXA Winterthur erlaubte keine zweite Austragung.

## Sieger
| Jahr           | Datum         | Ort                   | Sieger                         | Punkte | Zweiter               | Punkte | Mannschaften |
| -------------- | ------------- | --------------------- | ------------------------------ | ------ | --------------------- | ------ | ------------ |
| 2015 (Samstag) | 20. Juni 2015 | Sportplatz Wallrüti   | TSV Fortitudo Gossau           | 8      | Seen Tigers           | 6      | 4            |
| 2015 (Sonntag) | 21. Juni 2015 | Sportplatz Wallrüti   | BSV Borba Luzern               | 8      | TV Appenzell          | 6      | 5            |
| 2016 (Samstag) | 18. Juni 2016 | Stadion Schützenwiese | BSV Borba Luzern               | 8      | Seen Tigers           | 5      | 5            |
| 2016 (Sonntag) | 19. Juni 2016 | Stadion Schützenwiese | SG Pfadi/Yellow/U19            | 6      | TV Appenzell          | 4      | 4            |
| 2017 (Samstag) | 17. Juni 2017 | Stadion Schützenwiese | GC Amicitia Zürich             | 8      | Pfadi Winterthur FIVE | 6      | 5            |
| 2017 (Sonntag) | 18. Juni 2017 | Stadion Schützenwiese | SG Yellow/Pfadi/U19 Winterthur | 6      | HC Andelfingen        | 6      | 5            |
| 2018 (Samstag) | 16. Juni 2018 | Stadion Schützenwiese | TV Uster                       | 17     | SV Lägern Wettingen   | 16     | 8            |
| 2018 (Sonntag) | 17. Juni 2018 | Stadion Schützenwiese | SG Yellow/Pfadi/U19 Winterthur | 3      | HC Andelfingen        | 1      | 3            |

1. 1 2  Die Zahlen geben keine Punkte wieder, sondern das Resultat des Finales.
2. 1 2  Die Zahlen geben keine Punkte wieder, sondern das Resultat des 14m-Werfens.

## Erfolgreichste Vereine
| Rang | Verein                         | Meister | Zweiter | Titeljahre                                     |
| ---- | ------------------------------ | ------- | ------- | ---------------------------------------------- |
| 1.   | SG Yellow/Pfadi/U19 Winterthur | 3       | 0       | 2016 (Sonntag), 2017 (Sonntag), 2018 (Sonntag) |
| 2.   | BSV Borba Luzern               | 3       | 0       | 2015 (Sonntag), 2016 (Samstag)                 |
| 3.   | GC Amicitia Zürich             | 1       | 0       | 2017 (Samstag)                                 |
| 3.   | TV Uster                       | 1       | 0       | 2018 (Samstag)                                 |
| 3.   | TSV Fortitudo Gossau           | 1       | 0       | 2015 (Samstag)                                 |
| 6.   | HC Andelfingen                 | 0       | 2       |                                                |
| 6.   | Seen Tigers                    | 0       | 2       |                                                |
| 6.   | TV Appenzell                   | 0       | 2       |                                                |
| 9.   | Pfadi Winterthur FIVE          | 0       | 1       |                                                |
| 9.   | SV Lägern Wettingen            | 0       | 1       |                                                |